# Peter Barker
Peter Barker, né le 26 septembre 1983 à Londres, est un joueur anglais de squash. Il atteint, en décembre 2012 la 5e place mondiale sur le circuit international son meilleur classement. À la suite d'une grave blessure au genou, il est contraint de partir à la retraite en 2015, bien que cette décision était pour lui de deux ans prématurée.

## Palmarès

### Titres
- Bluenose Classic : 2014
- Open de Malaisie : 2013
- Open de Colombie : 4 titres (2005, 2006, 2007, 2013)
- Open de Kuala Lumpur : 2009
- Santiago Open : 2009
- Championnats du monde par équipes : 2007
- Championnats d'Europe par équipes : 9 titres (2006−2014)

### Finales
- Motor City Open : 2014
- Open de Chine : 2014
- Canary Wharf Squash Classic : 2 finales (2011, 2013)
- Open de Suède : 2 finales (2008, 2011)
- Bluenose Classic : 2009